# Ананурі (Душетський муніципалітет)
Ананурі (груз. ანანური) — село в Грузії.
За даними перепису населення 2014 року в селі проживає 336 осіб.